# Bramino
(Ṛgveda, X, 90-11, 12)

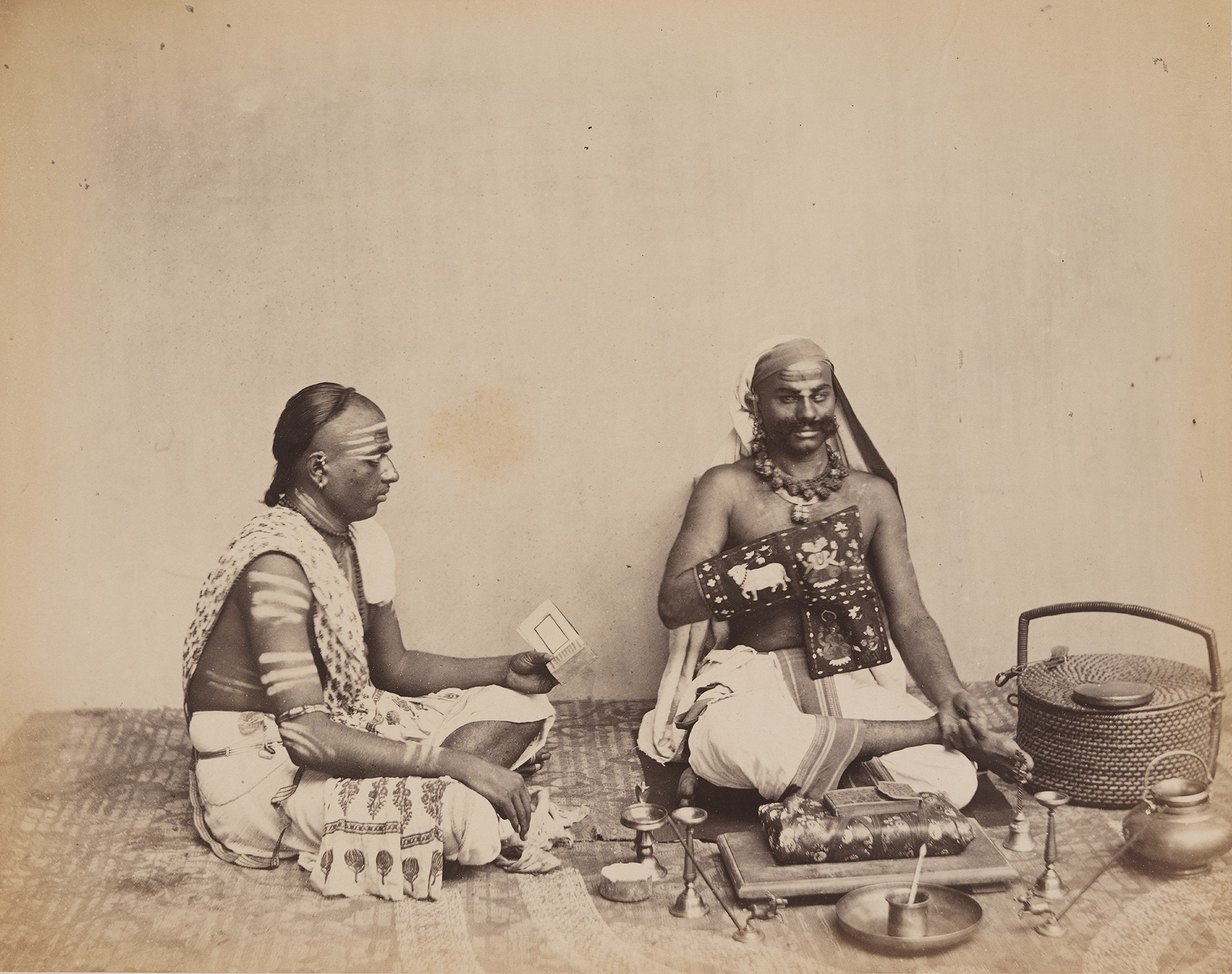
Fotografia risalente al XIX secolo di due bramini. I tilaka apposti sulla fronte e sul resto del corpo li identificano di tradizione scivaita.

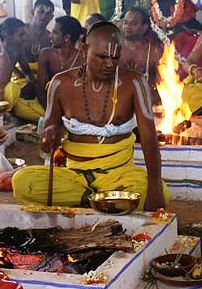
Fotografia di un bramino intento a compiere un sacrificio. I tilaka apposti sulla fronte e sul resto del corpo lo identificano di tradizione visnuita.

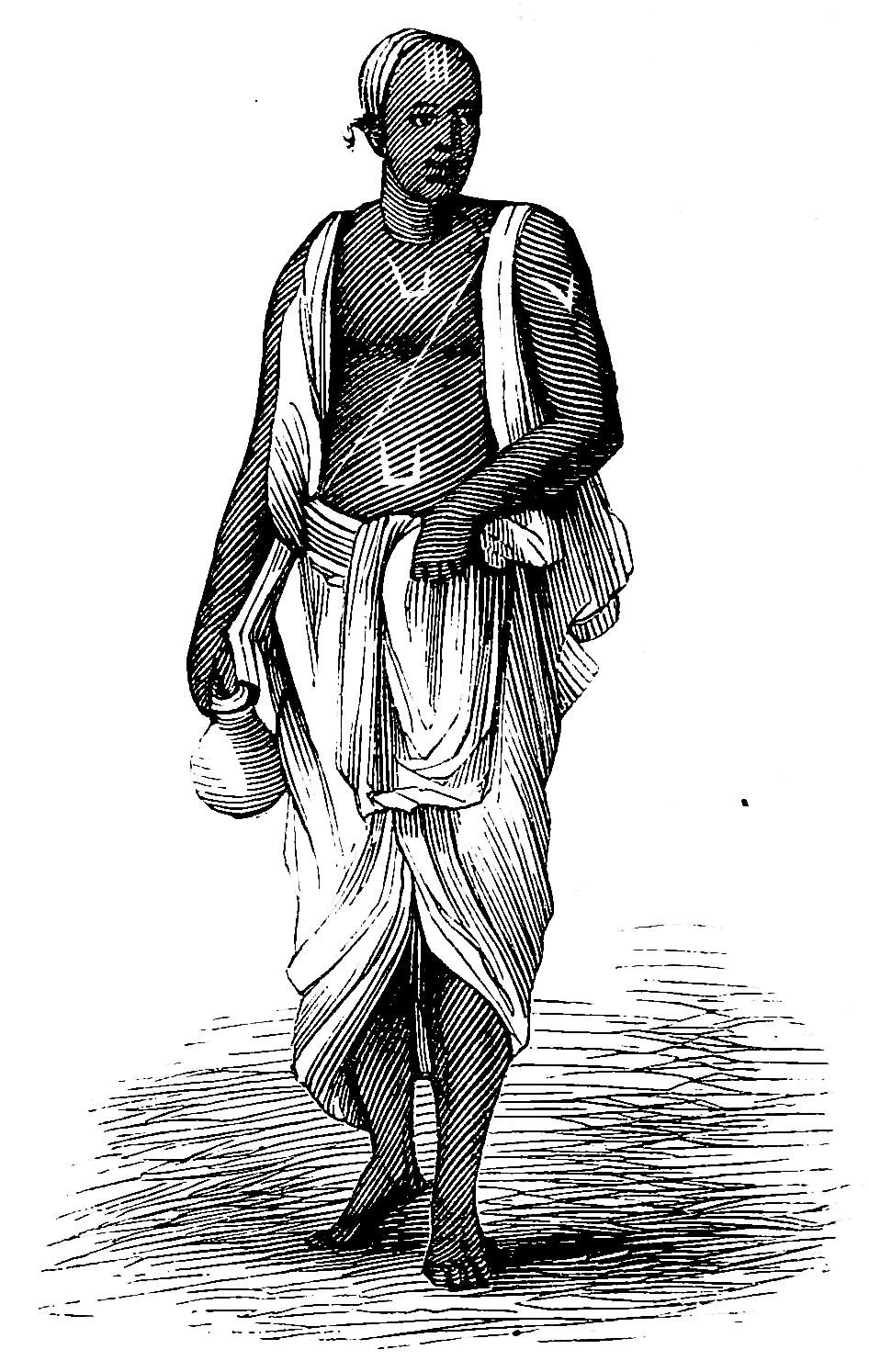
Immagine di un bramino.

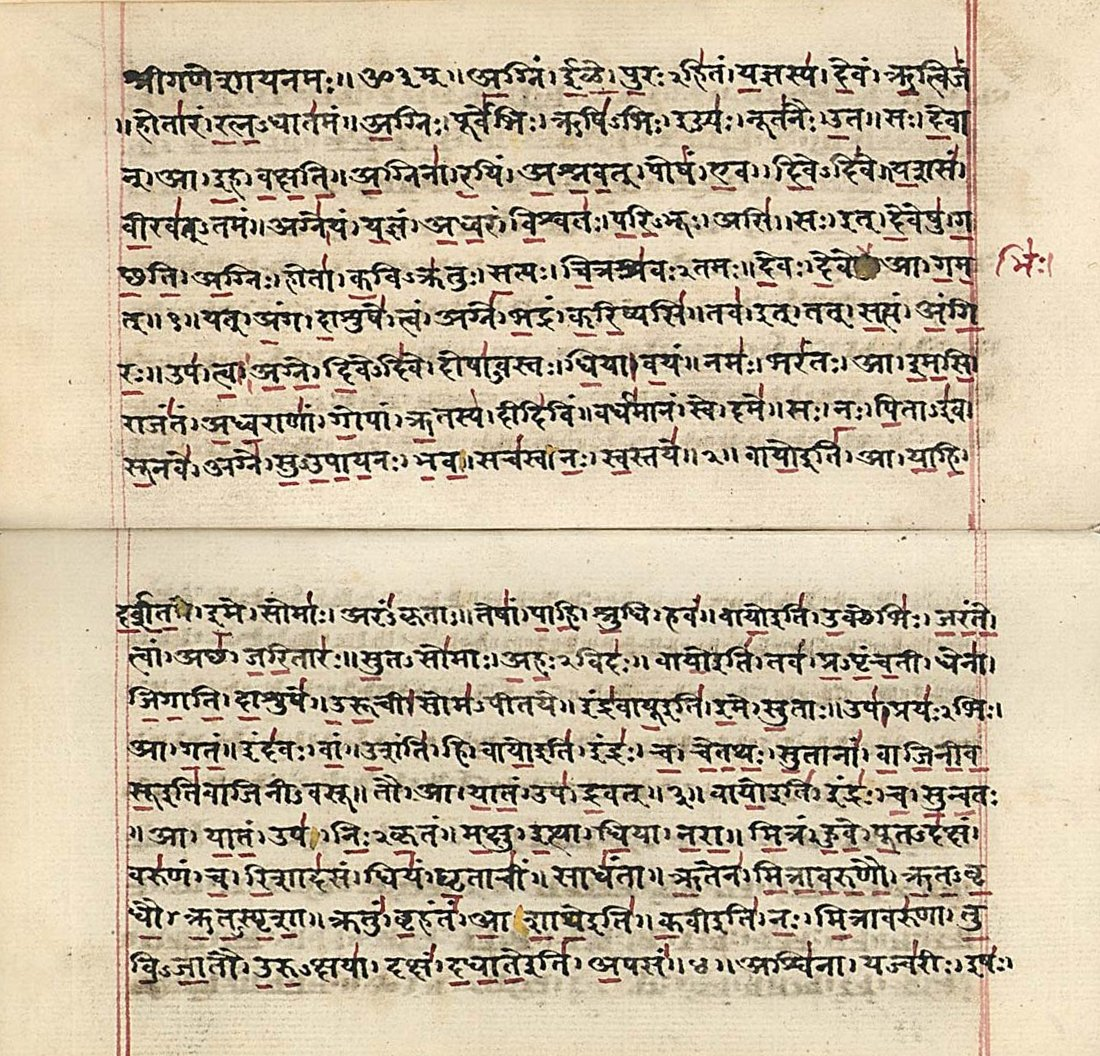
Ṛgveda (padapatha) manoscritto in devanāgarī risalente al XIX secolo.

Il bramino, detto anche bramano, brahmano o bracmano (devanagari: ब्राह्मण, IAST brāhmaṇa), è un membro della casta sacerdotale del Varṇaśrama dharma o Varṇa vyavastha, la tradizionale divisione in quattro caste (varṇa) della società induista.
I bramini rappresentano la casta sacerdotale e costituiscono la prima delle quattro caste: a loro spetta la celebrazione dei rituali religiosi più significativi.

## Origine del termine e sviluppo della sua funzione nella cultura vedica
Il termine sanscrito brāhmaṇa deriva, per alcuni autori come Jan Gonda, da bṛh (sanscrito vedico, it.: forza, crescita, sviluppo) ovvero colui che possiede il bṛh intesa come forza magica e misteriosa, da cui il successivo Brahman intesa come forza o realtà cosmica.
L'origine del termine "bramino" e il consequenziale sviluppo del suo utilizzo nella letteratura vedica e delle funzioni sacerdotali a esso attribuite seguono un percorso piuttosto articolato.
Il Rigveda si apre in questo modo:
(Ṛgveda, I-1, 1)
La funzione sacerdotale del dio Agni è il primo tema affrontato dal primo Veda. Questa funzione è la prima ad essere ben delineata soprattutto in qualità di hotṛ, l'officiante delle libagioni (simile al zaotar dell'Avestā).
Ma a ben guardare il Rigveda (risalente a un periodo incerto, comunque tra il XX e il X secolo a.C.) è un vero e proprio manuale delle attività sacerdotali del dio Agni che, dopo essere indicato come hotṛ, viene assunto anche al ruolo di bramino, di adhvaryu, di potṛ, di neṣṭṛ, di agnīdh, di gṛapathi e di praśāstṛ.
A queste attribuzioni del dio corrispondevano dei sacerdoti ari specifici (a loro volta corrispondenti alle otto classi sacerdotali delineate anche nell'Avestā e quindi di probabile derivazione indoeuropea).
Non solo, osserva David M. Knipe:
(David M. Knipe, "Sacerdozio induista", in Enciclopedia delle Religioni, vol. 9. Milano, Jaca Book, (1987), 2006, p. 320)
Nel pieno del successivo sviluppo vedico (intorno al X secolo a.C.), i compiti di principali officianti (ṛtvij) del rito più importante, il soma (l'haoma dell'Avestā) si distingueranno, tuttavia, in sole quattro qualità sacerdotali: bramino, adhvaryu, udgātṛ e hotṛ.
Ognuno di questi quattro sacerdoti veniva coadiuvato da ulteriori tre assistenti (Saṃhitā). E, come all'hotṛ veniva assegnato il compito di recitare il Rigveda, gli altri tre officianti avevano rispettivamente il compito di recitare: l'adhvaryu lo Yajurveda; l'udgātṛ il Sāmaveda, mentre al bramino non solo veniva affidata la recitazione del quarto Veda, l'Atharvaveda, ma anche il compito di controllare e soprintendere all'intero rito e il controllo della recitazione degli altri tre Veda rappresentando, l'Atharvaveda, il loro compimento.
Sempre nel Rigveda (X-71,11) i compiti dei quattro officianti vengono riassunti nel singolo bramino, essendo costui quello che rappresenta l'intero sacerdozio in quanto sa, conosce (Vidyā) ed esprime il brahman.
Ne consegue che il bramino, il sacerdote della società vedica, è colui che è in grado di conoscere e insegnare la rivelazione cosmica e quindi lo stesso brahman, che ne rappresenta la parola in formula poetica. Questo sviluppo della letteratura vedica porterà a identificare nel termine "bramino" gli interi compiti della casta sacerdotale.
Nell'India vedica si celebravano cerimonie pubbliche (śrauta) comprendenti tre fuochi sacrificali e cerimonie private (familiari, grhya) con un singolo fuoco sacrificale. Nel corso del X secolo a.C. venne così a costituirsi una sottoclasse di bramini, i purohita, a cui venivano affidati i sacrifici (yajamāna) offerti dalle famiglie. Il purohita divenne di fatto il sacerdote di famiglia, quindi colui che non solo offre le libagioni nei villaggi e nelle case, ma fornisce anche indicazioni etico-religiose e consigli spirituali alle famiglie e agli individui (in qualità di guru o acharya).

## Lo sviluppo delle prerogative di casta e sacerdotali
Con i testi più tardi, i Sutra e i Brāhmaṇa (intesi in questo caso come commentari ai Veda redatti dagli stessi bramini), le prerogative e le funzioni sacerdotali dei bramini vengono sempre più a delinearsi. È in questi testi che i bramini iniziano a definirsi come l'unica casta collegabile al sacro e con il diritto di celebrare i sacrifici. Nel Śatapatha Brāhmaṇa (risalente a circa l'VIII secolo a.C.), i privilegi della casta sacerdotale vengono elencati (XI-5,7,1). Partendo dal fatto che essi ritengono di essere i rappresentanti del mondo degli dei (XII-4,4,6), i bramini rivendicano onori (arcā) e doni (dakśina); il diritto a non subire vessazioni (ajyeyatā) né la condanna a morte (avadhyatā) anche nel caso di accertata colpevolezza.
A questi privilegi civili si aggiungeva il fatto che solo essi potevano consumare il soma sacrificale e dividersi i resti del sacrificio (ucchiṣṭa). Persino la consorte e le vacche appartenenti ai bramini venivano considerate "oggetti" sacri. In cambio di questi onori i bramini s'impegnavano a mantenere inalterata la trasmissione dell'antico sapere sacro nel corso dei secoli. I simboli esteriori dell'appartenenza alla casta dei bramini erano ben precisati a partire dalle caratteristiche dei loro tumuli che potevano essere eretti fino all'altezza della bocca, essendo quelli degli kshatriya erigibili fino all'altezza delle ascelle, quelli dei vaishya fino all'altezza delle cosce, mentre quelli degli shudra non potevano superare le ginocchia. Così gli ornamenti dei bramini erano in oro e argento di prima qualità, la loro iniziazione avveniva di primavera e potevano possedere fino a quattro mogli (la prima moglie doveva essere della stessa casta del marito, Libro di Manu III-12,13), quando gli kshatriya non potevano averne più di tre, i vaishya due e gli shudra un solo coniuge.
Si sviluppò quindi un sistema di scuole braminiche (śākhā), collegate tra loro, per salvaguardare e trasmettere la tradizione, rigidamente orale, ognuna delle quali era connessa a uno dei quattro Veda. Allo stesso modo queste scuole vantavano di essere l'eredità dei tradizionali Rishi, questi a fondamento dell'intero Veda.

## Il bramino nel periodo classico e moderno
A partire dalla prima metà del primo millennio a.C., la casta dei bramini ha subito la concorrenza delle nuove religioni indiane allora emergenti: il Buddismo e il Giainismo. Unitamente a questi nuovi movimenti religiosi, la stessa riflessione religiosa promossa dalle Upanishad promuoveva un'interiorizzazione dell'attività sacrificale propria fino a quel momento delle funzioni dei bramini. Non solo, gli emergenti movimenti dedicati alla bhakti ponevano la devozione alla divinità e il rispettivo culto (Pūjā) al di sopra del sacrificio vedico (Yajña).
Questa crisi di valori e di pratiche religiose relativa alle funzioni sacerdotali della casta dei bramini subì un arresto all'inizio del periodo Gupta (III-VI secolo d.C.) quando le attività sacrificali ebbero una discreta ripresa. A questo corrispose la rinascita e la diffusione degli Śrauta-sūtra, raccolte di Sutra basate sulla letteratura vedica e, in particolar modo, sui commentari ai quattro veda, i Brāhmaṇa, che inerivano alle istruzioni sacrificali. Ma il declino dei sacrifici vedici riprese a partire dal V secolo d.C. provocando un forte cambiamento sociale e di attribuzione di ruolo nella casta dei bramini. Questi ultimi si distribuivano sempre più sul territorio, fino ai villaggi e alle famiglie presentandosi come una casta separata e collegata in esclusiva col sacro.
Così vennero a delinearsi quei tre "gruppi" sacerdotali che riverbereranno nell'India moderna: i bramini detti vaidika, strettamente legati alla tradizione vedica e alla letteratura religiosa in lingua sanscrita detta Shruti e quindi alle relative scuole di trasmissione anche cultuale; un gruppo più vasto costituito sempre da bramini ma dedito a testi e riti relativi alla raccolta religiosa detta Smriti, quindi agli Itihāsa-Purāṇa, più aperta, quindi, agli idiomi locali quali, ad esempio il tamiḻ o il konkani; infine un maggiormente diffuso gruppo "sacerdotale" che prescindeva dall'appartenenza castale, includendo anche i fuori-casta, e dedito prevalentemente a culti inerenti alla Dea e alla divinazione, agli esorcismi, alla taumaturgia.
E, nonostante che le teologie "induiste" si diversificassero sempre più in differenti e contraddittorie dottrine, a volte avanzate da esponenti di caste differenti da quelle del bramino, a lui e solo a lui spettano comunque le relazioni col sacro. L'intramontata letteratura vedica indica solo lui adatto a ciò. Ma il successivo sviluppo medievale fa emergere tre distinti gruppi sacerdotali: il primo, ancora vincolato alla letteratura vedica e al linguaggio sanscrito vedico; il secondo, più grande, pronto ad accogliere la letteratura religiosa successiva come i Purāṇa e gli Āgama e pronto ad accogliere anche gli idiomi locali quali il Konkani, il Tamil, il Bengali, l'Hindi; un terzo gruppo, ancora più grande del secondo, era invece formato da sacerdoti non appartenenti alla casta dei bramini, per lo più illetterati e collegati a riti tribali, sciamanici e culti locali periferici, pronunciati secondo miriadi di dialetti locali e periferici.

## Nel lessico corrente
Nel linguaggio corrente il termine "bramino" indica, con un significato leggermente dispregiativo o ironico, una persona appartenente a una categoria (in certi casi un ceto) di persone che per loro funzione o cultura hanno una posizione eminente in un determinato ambiente e i cui pareri e opinioni sono considerati correntemente molto autorevoli e quasi non confutabili; talvolta tale significato si applica a persone inserite in posizioni di comando.